# 阿部篤史
阿部 篤史（あべ あつし、1983年10月19日 - ）は、日本の元男子バレーボール選手、指導者。
福島県白河市出身。母親がママさんバレーをしていた影響で白河第二中学1年よりバレーボールをはじめる。福島県立白河旭高等学校を経て国際武道大学を卒業、Vチャレンジリーグ（当時）のFC東京に入団した。
2014年6月、FC東京のコーチに就任。3シーズンコーチを務めた。

## 受賞歴
- 2007年 - 2006/07 V・チャレンジリーグ新人賞

## 所属チーム
- 白河旭高校
- 国際武道大学
- FC東京バレーボールチーム（2006-2014年）